# 吉川重吉
吉川 重吉（きっかわ ちょうきち、1860年1月16日〈安政6年12月24日〉 - 1915年〈大正4年〉12月27日）は、旧・岩国藩主吉川家の一族。外務官僚、貴族院男爵議員。父は吉川経幹、兄は最後の岩国藩主吉川経健。爵位は男爵。妻は大洲藩最後の藩主加藤泰秋の娘・須賀子。子は男子が吉川元光と吉川重国。娘たちは原田熊雄、和田小六、獅子文六に嫁いでいる。

## 生涯
安政6年12月（1860年1月）、吉川経幹の三男として、岩国横山の仙鳥屋形で生まれる。文久3年（1863年）には名目的ではあるが、子のなかった毛利敬親の養子となる。
1871年（明治3年）に岩倉使節団に同行してアメリカへの留学を果たす。同行者は岩倉具視、木戸孝允、大久保利通、伊藤博文、山口尚芳、佐々木高行、山田顕義、田中光顕、田中不二麿など当時の要人の他、旧・大名家・公家の子弟としては他に、岩倉具綱（具視の養子）、大久保彦之進、牧野伸顕、山県伊三郎等が参加。鍋島直大、前田利嗣、前田利同、黒田長知、鳥居忠文、大村純煕、毛利元敏等もいた。重吉の従者として、岩国藩士の子でのちにペルーの日本人移民事業の立役者となった田中貞吉（安政4年（1857年） - 1905年（明治38年））が同行した。
1883年（明治16年）、留学先のハーバード大学を卒業。帰国後に井上馨の強い勧めもあり外務省に入省、公信局に配属される。1886年（明治19年）にはベルリン公使館二等書記官となり、西園寺公望に従ってドイツへ赴任。その後、外務省を退職し、ドイツ・ハイデルベルヒ大学へ留学するも、兄の吉川経健補佐のために中途で帰国。1891年（明治24年）11月21日に華族になり、男爵に叙任された、翌年には最後の大洲藩主加藤泰秋の娘、須賀子と結婚する。
1893年（明治26年）6月21日、貴族院議員に補欠選挙で当選し、亡くなるまで在職した。1910年（明治43年）に建築家のジェームズ・ガーディナーによって自宅を建築。1915年（大正4年）に南洋協会の設立に参加、副会頭となったが、同年末に死去した。享年56。
死後、その遺志によって岩国徴古館が建設されるに至った。墓所は谷中霊園にある。
松陰神社（世田谷区）に重吉が寄贈した石燈篭が残っている。また、谷中霊園の墓所にはアメリカ・ハーバード大学寄贈の石灯籠がある。

## 栄典
位階
- 1915年（大正4年）12月27日 - 従三位[4]

勲章
- 1915年（大正4年）12月27日 - 勲三等瑞宝章[5]

## 家族
- 父：吉川経幹（1829 - 1867） - 周防岩国藩初代藩主。
- 母：不詳
- 妻：寿賀子（1874 - 1947） - 加藤泰秋の次女。
  - 長女：英子（1893 - ?） - 原田熊雄の妻。
  - 長男：元光（1894 - 1953） - 子爵。兄・経健の養子。
  - 次女：春子（1899 - 1989） - 和田小六の妻。子に和田昭允。
  - 三女：寿子（1902 - 1985） - 伊達宗徳の次男で本多康穣の養子・本多康虎の庶子・本多猶一郎子爵の妻。
  - 次男：重国（1903 - 1996） - 宮内省官僚。重吉の死後、爵位を継ぐ。
  - 四男：平佐経吉（1907 - ?） - 男爵。平佐良蔵の弟・眷弼の養子。
  - 四女：幸子（1911 - 2002） - 松方巌の養子・松方勝彦の妻。後に獅子文六の妻となる。

## 著書
- The Autobiography of Baron Chokichi Kikkawa （1925年）
- 『吉川重吉自叙伝』 尚友倶楽部史料調査室編 （芙蓉書房出版「尚友ブックレット」、2013年）